# Drosera citrina
Drosera citrina ist eine fleischfressende Pflanze aus der Gattung Sonnentau (Drosera). Sie gehört zur Gruppe der sogenannten Zwergsonnentaue und ist im südwestlichen Australien heimisch.

## Beschreibung
Drosera citrina ist eine mehrjährige, krautige Pflanze. Dieser rosettenbildende Zwergsonnentau erreicht einen Durchmesser von etwa 1,5 cm. Die Sprossachse ist 1 cm lang und den welken Blättern der Vorsaison bedeckt.
Die Knospe der Nebenblätter ist breit eiförmig, rundlich, 4,5 mm lang und 5,5 mm im Durchmesser an der Basis. Die Nebenblätter selbst sind 4,5 mm lang, 3 mm breit und dreilappig. Der mittlere Lappen ist in 3 Segmente unterteilt.
Die Blattspreiten sind breit elliptisch, bis zu 1,5 mm lang und 1,2 mm breit. Die  Blattstiele sind lanzenförmig, bis zu 5 mm lang, an der Basis 1 mm breit und verjüngen sich auf bis zu 0,3 mm an der Blattspreite.
Die ein oder zwei Blütenstände sind bis zu 4 cm lang und dicht mit winzigen Drüsenhärchen besetzt. Der Blütenstand ist ein Wickel aus 12 oder mehr Blüten an rund 2,5 mm bis 3 mm langen Blütenstielen. Die eiförmigen Kelchblätter sind 2 mm lang und 1,2 mm breit. Die Oberfläche ist vereinzelt mit Drüsen besetzt. Die zitronengelben Kronblätter sind an der Basis weiß, eiförmig, 5 mm lang und 3,5 mm breit.
Der Fruchtknoten ist muschelförmig, 0,6 mm lang und 1 mm im Durchmesser. Die 3, manchmal 4 weißen Griffel sind 3 bis 4,5 mm lang und fadenförmig. Die Narben sind ebenfalls weiß, horizontal gerichtet und am Ende spitz zulaufend. Frucht und Samen sind unbekannt.
Typisch für Zwergsonnentaue ist die Bildung von Brutschuppen: Die annähernd eiförmigen, relativ dünnen Brutschuppen werden (in Kultur auf der Nordhalbkugel) gegen Ende November bis Anfang Dezember in großer Zahl gebildet und haben eine Länge von ca. 1,4 mm und eine Breite von 1,1 mm.

Verbreitung von D. citrina in Australien

## Verbreitung, Habitat und Status
Drosera citrina kommt nur auf einer kleinen Fläche im äußersten Südwesten Australiens vor. Die Böden des Habitats sind nicht bekannt.

## Systematik
Der Name „citrina“ kommt aus dem Lateinischen und bedeutet „zitronenfarbig“ (citrinus = zitronenfarben). Drosera citrina wurde 1992 von Allen Lowrie und Sherwin Carlquist als Art beschrieben. Drosera nivea wird als der nächste Verwandte angesehen. Drosera citrina kann mit einer nicht blühenden Drosera pycnoblasta, einer Art mit einer glatten, runden Nebenblätterknospe, verwechselt werden.
Drosera citrina wurde im zweiten Band von Allen Lowries Carnivorous Plants of Australia irrtümlich als Drosera rechingeri bezeichnet.